# Lista de senhores do couto de Leomil
Este anexo é composto por uma lista de Senhores do Couto de Leomil.
- D. Egas Garcia da Fonseca, 2º senhor do Couto de Leomil;
- Vicente Viegas, 3.º senhor do Couto de Leomil;
- Pedro Fernandes Palha (1290 -?)
- Vasco Fernandes Coutinho, (1340 -?), senhor do couto de Leomil;
- Gonçalo Vasques Coutinho, (1360 -?), 2.º marechal de Portugal, senhor do couto de Leomil;
- Fernão Martins da Fonseca Coutinho (1300 -?) e o 5.º senhor do couto de Leomil.
- D. Manuel Coutinho, (1560 -?), senhor do Couto de Leomil:
- Domingos Ricardo de Almeida de Albuquerque Coelho de Carvalho (1769 -?)